# Iglesia de Nuestra Señora de la Asunción (Alpedroches)

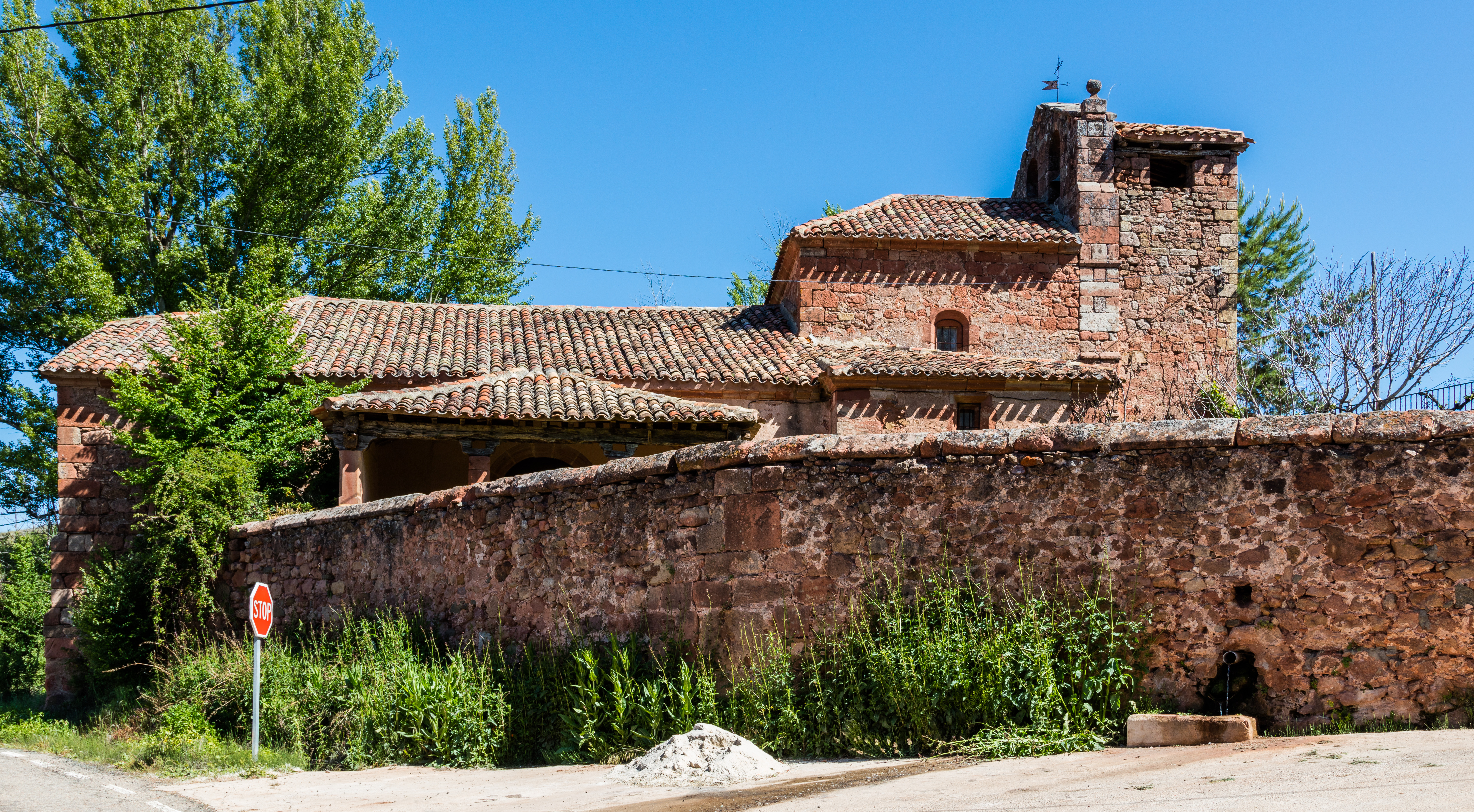
Vista de la iglesia desde la carretera.

La iglesia de Nuestra Señora de la Asunción es un templo católico situado en la localidad de Alpedroches (Guadalajara, España). Se encuentra en la calle Barrio de Abajo, 1, a la entrada de la localidad a la que se accede desde la carretera GU-145.

## Descripción
El templo constade dos naves (2) rectangulares, la central y otra añadida en el lado de la epístola, baptisterio (5) en el pie de la iglesia y presbiterio (3) recto; el lugar del ábside está ocupado por una espadaña (6) de dos cuerpos, el superior triangular y con vanos para campanas a la que posteriormente se le añadió la torre (6) de un cuerpo. La sacristía (4) se encuentra situada en la fachada norte a la altura del presbiterio.
El acceso al tempo se efectúa por la portada (1) de dos arquivoltas, protegida por un porche (x) adosado en la fachada sur de la iglesia con cubierta a cuatro aguas soportada por 4 gruesas columnas de fuste cuadrado sobre un plinto corrido.

## Planta
|  | 1. Pórtico sur; acceso al templo. 2. Nave. 3. Presbiterio. 4. Sacristía. 5. Baptisterio. 6. Torre-campanario. 7. Signos lapidarios. |

## Marcas de cantero
Se ha identificado un único signo situado en el lado sur de la fachada oeste:

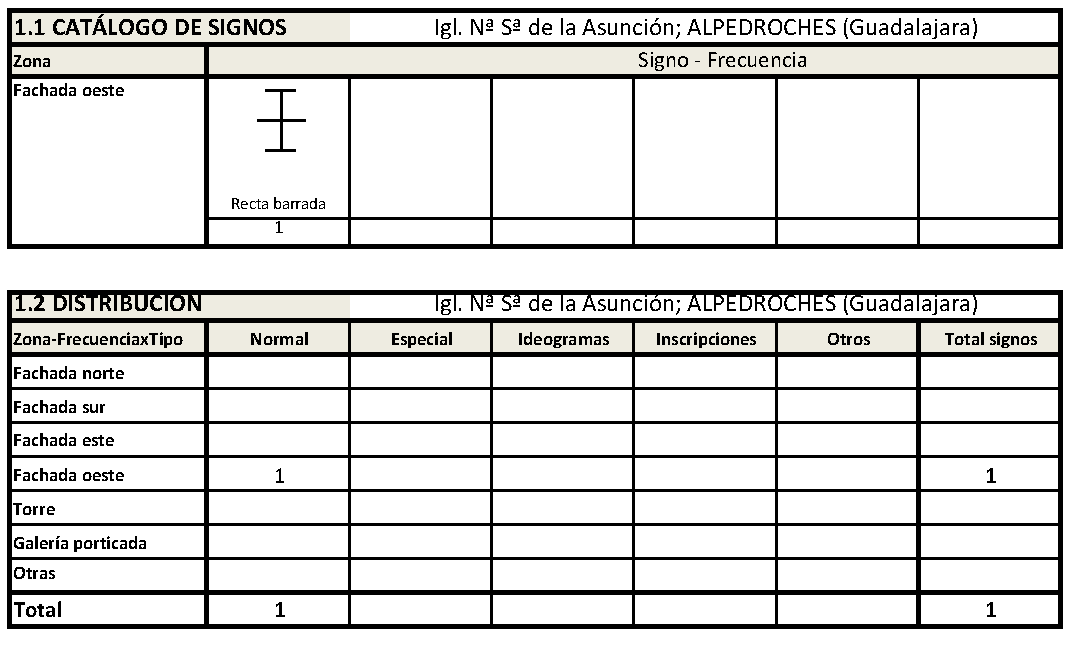
Catálogo de signos lapidarios del templo. Ver Planta.